# Campillo de Deleitosa
Campillo de Deleitosa es un municipio español, en la provincia de Cáceres, comunidad autónoma de Extremadura. Pertenece al partido judicial de Navalmoral de la Mata y a la mancomunidad de Villuercas-Ibores-Jara.
Con tan solo 68 habitantes en el censo de 2017, es el segundo municipio menos poblado de Extremadura y se halla en una situación demográfica crítica: ha perdido el 92% de la población que tenía en 1950 y la edad media de los vecinos en el padrón de 2015 era de 73 años, con solo cinco vecinos menores de 40 años. Al ritmo de pérdida de población actual, podría convertirse en un despoblado en 2030.

## Símbolos
El escudo de Campillo fue aprobado mediante la "Orden de 16 de diciembre de 2004 por la que se aprueba el Escudo Heráldico y la Bandera Municipal para el ayuntamiento de Campillo de Deleitosa", publicada en el Diario Oficial de Extremadura el 8 de enero de 2005 luego de haber iniciado el expediente el pleno corporativo el 1 de septiembre de 2004 y haber emitido informe el Consejo Asesor de Honores y Distinciones de la Junta de Extremadura el 9 de noviembre de 2004. El escudo se define así:

Escudo jaquelado de quince piezas, ocho de azur y siete de plata, puesta en tres palos de a cinco. Bordara de gules cargada de un arco de plata, en jefe, y una flecha de oro en cada uno de los flancos, contrapuestas. Al timbre corona real de España.

## Límites del término municipal
Campillo de Deleitosa limita con:
- Valdecañas de Tajo y Mesas de Ibor al norte;
- Higuera de Albalat y Deleitosa al oeste;
- Robledollano al sur;
- Fresnedoso de Ibor al este.

## Historia
En el pueblo y sus alrededores se han hallado restos prehistóricos, como las cuevas y alrededores de Juan Candilla o de las Ferrerías y del paraje calizo de Collado del Fresno. Asimismo se han hallado restos tardorromanos en el paraje de las Huertas del Cojo, que actualmente se hallan expuestos en el Museo de Cáceres.
El pueblo de Campillo de Deleitosa fue fundado en la Edad Media como pedanía de Deleitosa, al asentarse aquí pastores deleitoseños que tenían sus reses demasiado lejos de su pueblo. Se conoce la existencia de Campillo ya en un documento testamentario de Isabel de Almaraz de 1413. Campillo, junto con la villa de Deleitosa y los pueblos de Fresnedoso de Ibor y medio Robledollano, formó parte del señorío de Deleitosa hasta el siglo XIX.
A la caída del Antiguo Régimen, la localidad se constituyó en municipio constitucional en la región de Extremadura, desde 1834 quedó integrado en partido judicial de Navalmoral de la Mata. En el censo de 1842 contaba con 40 hogares y 219 vecinos.
En la segunda mitad del siglo XX fue uno de los pueblos extremeños más afectados por el éxodo rural, pasando de 614 habitantes en 1950 a 132 habitantes en 2000. En 2017 la población censada era de solo 68 habitantes.

## Demografía
Campillo de Deleitosa cuenta con una población de 84 habitantes (INE 2024).
| Gráfica de evolución demográfica de Campillo de Deleitosa entre 1842 y 2021                                         |
| |
| Población de derecho según los censos de población del INE Población de hecho según los censos de población del INE |

## Patrimonio

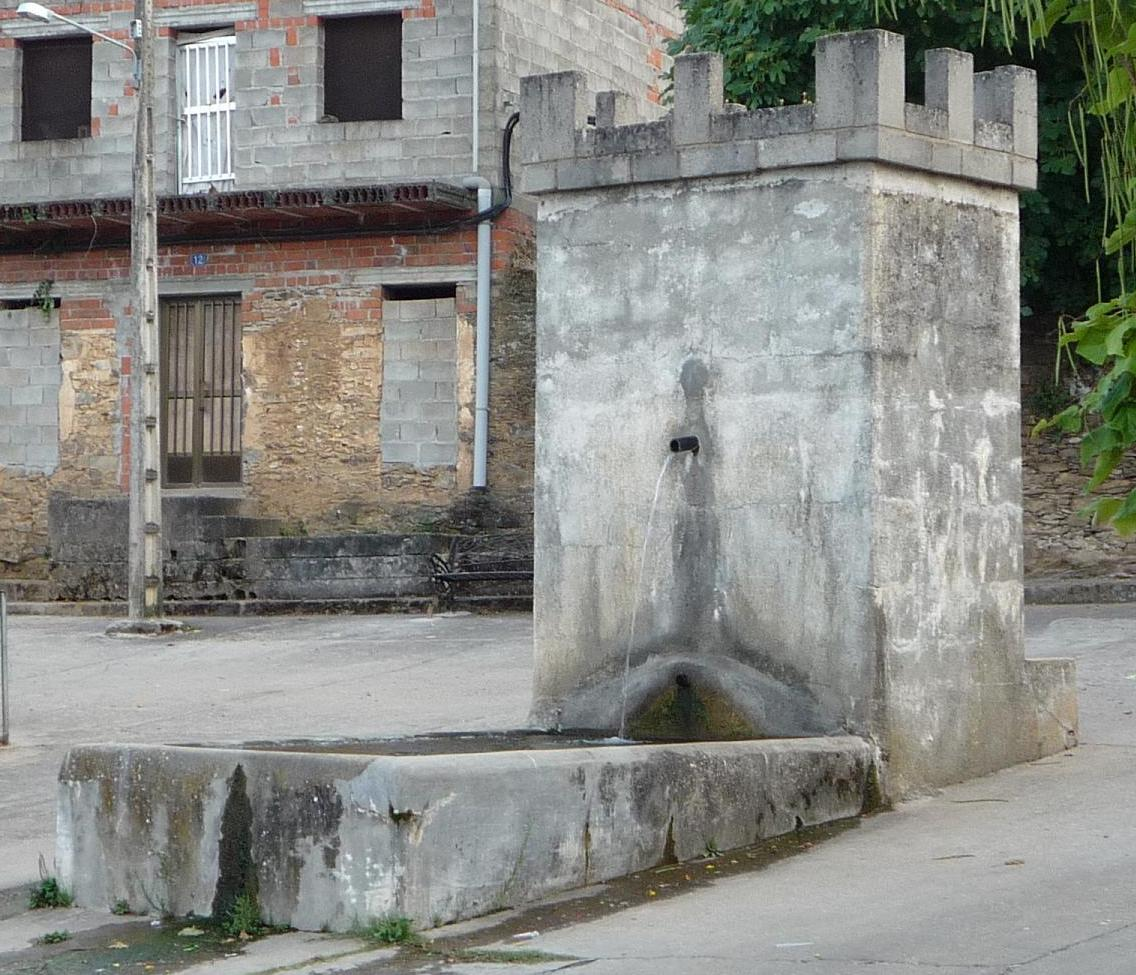
Abrevadero en Campillo de Deleitosa.

Iglesia parroquial católica bajo la advocación de San Sebastián, en la archidiócesis de Mérida-Badajoz, diócesis de Plasencia, arciprestazgo de Casatejada.
Cementerio tardo-romano, lavadero de metal de la Edad Media, las veneras, el canal de las hidroeléctricas, la cueva de Juan Caldilla, y numerosos vestigios de historia más que se conservan en el museo de Cáceres.

## Fiestas locales
En Campillo de Deleitosa se celebran las siguientes festividades:
- San Sebastián, el 20 de enero;
- Fiestas del emigrante, el 15 de agosto;
- Fiesta de la Virgen, el 12 de septiembre.